# W.A. Bolin
Pour les articles homonymes, voir Bolin.
W.A. Bolin, ou plus simplement Bolin, est l'une des plus anciennes maisons de joaillerie européennes, à la fois suédoise et russe, et restée depuis sa création dans la même famille.

## Andreas Roempler
Fondée à Saint-Petersbourg en 1791 par un joaillier allemand, Andreas Roempler, fournisseur officiel de la cour impériale.
À la mort de Roempler (1829), l'affaire fut reprise par son associé et gendre Gottlieb Ernst Jahn, lui aussi allemand et remarquable artisan joaillier, qui engagea en 1833 un jeune et brillant comptable suédois du nom de Carl Edvard Bolin. 

## Carl Edvard Bolin (1805-1864)

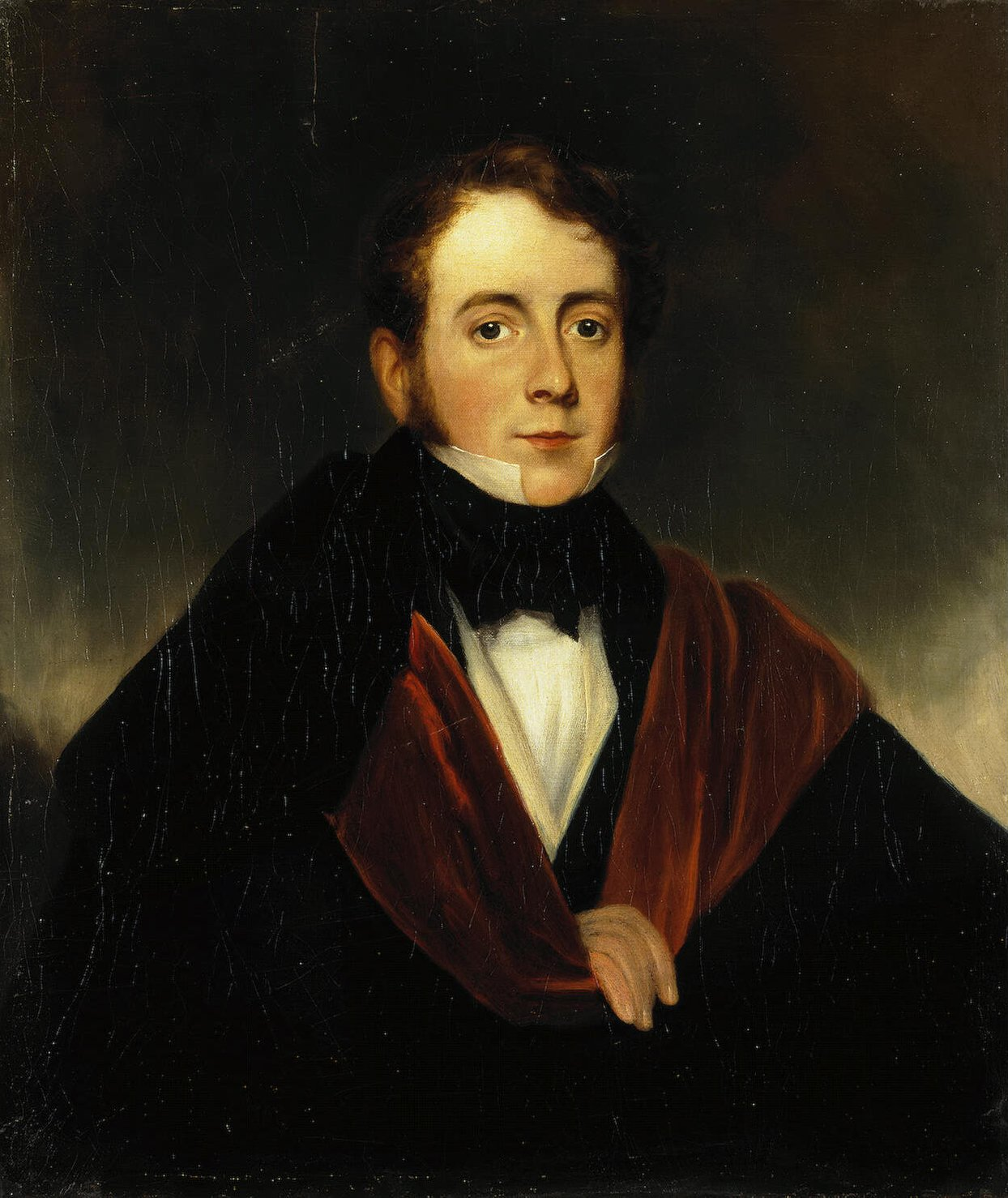
Carl Edvard Bolin

Fils d'un capitaine de la marine marchande suédoise, mort en mer (1831), C. E. Bolin dut quitter précipitamment le domicile familial afin de subvenir aux besoins de sa famille, très nombreuse. Il tenta l'aventure en Russie où il trouva un emploi de comptable chez Jahn et Roempler. Il épousa en 1834 Ernestine Catherine Roempler, seconde fille d'Andreas Roempler, et devint ainsi le beau-frère de Gottlieb Jahn, qui l'associa rapidement à l'affaire.
La maison Roempler et Jahn fut alors rebaptisée Jahn et Bolin. En 1836, au décès de Jahn, Bolin prit en main les destinées de la société. En 1839, il obtint de l'empereur Nicolas Ier le titre envié de fournisseur officiel de la Cour impériale, titre qui resta dans la maison jusqu'à l'effondrement de l'Empire ; à cette occasion, il fut reçu bourgeois de Saint-Petersbourg. 
À sa mort en 1864, la maison Bolin fut répartie entre ses deux fils, Edvard et Oscar Gustav Friedrich, qui développèrent tous deux la clientèle aristocratique de leur père. 

## Rivalité avec Fabergé et apogée en Russie
La rivalité entre les deux plus grands bijoutiers et mécènes russes, tous deux d'origine étrangère et protestante, est justement célèbre. 
Arrivé en 1842 en Russie, Pierre-Carl Fabergé obtint rapidement lui aussi le titre de fournisseur officiel de la Cour impériale. Dès lors, une compétition sans merci mais toujours courtoise opposa les deux maisons, pour finir en une fusion qui ne se réalisa pas à cause de la révolution et de l'effondrement de la maison Fabergé.
La très haute qualité des créations de la maison Bolin, la renommée de la famille et leur situation de mécènes d'artistes russes et étrangers, conduisirent l'empereur Nicolas II à confirmer en 1912 la noblesse héréditaire aux prestigieux bijoutiers.

## Pérennité de la maison Bolin: Wilhelm Andréïevitch Bolin

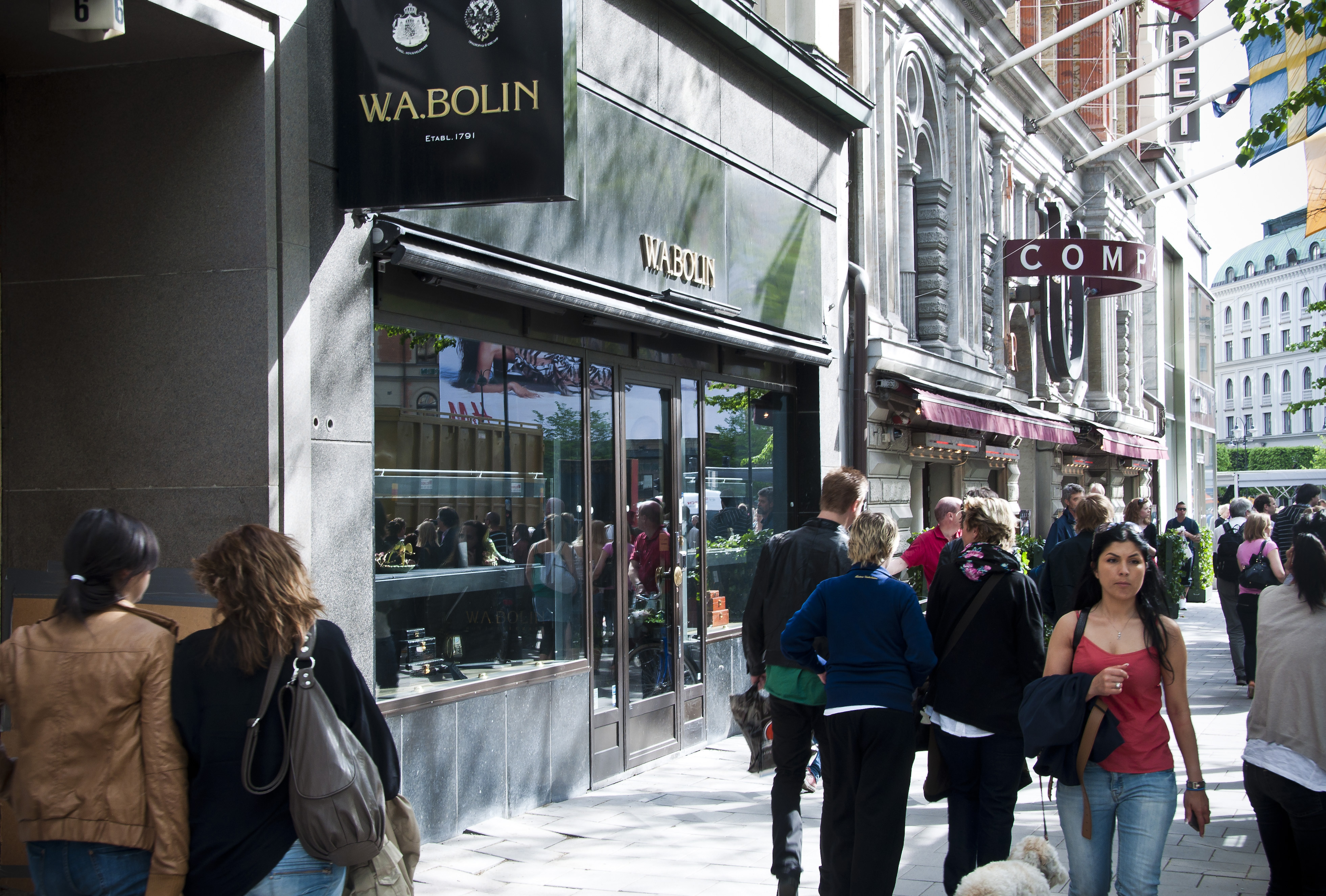
W.A. Bolins, sur la Sturegatan

Ni Edvard ni Oscar Gustav Friedrich n'ayant d'héritiers, ils se tournèrent naturellement vers leur cousin Wilhelm Andréïévitch Bolin, fils d'Henrik Conrad et repreneur de l'affaire de Moscou. 
Malheureusement, la guerre puis la débâcle de l'Empire russe stoppèrent net ce rapprochement familial, les maisons de Moscou et de Saint-Petersbourg furent saisies par le nouveau gouvernement bolchévik.
Wilhelm A. Bolin avait fondé en 1912 une succursale d'été à Bad Homburg, villégiature impériale en Allemagne. 
Binational russe et suédois, il s'installa définitivement dans le pays de ses ancêtres où il ouvrit en 1916 une succursale à Stockholm, nouveau départ de la maison W.W. Bolin.
Conformément à la tradition familiale plus que biséculaire, les Bolin sont désormais fournisseurs officiels de la Couronne suédoise.
En 2001, la maison W.A. Bolin eut les honneurs du Kremlin, qui organisa une exposition spécialement consacrée aux collections Bolin de Russie.

## Sources
- Catalogue de l'exposition Bolin, Kremlin.
- (en) Site officiel
- « Герб дворян Эдуарда и Густава Болиных », sur gerbovnik.ru (consulté le 8 juin 2024)